# 武田幾丸
武田 幾丸（たけだ いくまる、生没年不詳）とは、江戸時代末期から明治時代にかけての浮世絵師。

## 来歴
落合芳幾の門人。一交斎、松花楼と号す。作画期は慶応から明治の頃にかけてで、風俗画や開化絵を残している。

## 作品
- 「新版猫の女郎屋」　大判錦絵　※慶応頃
- 「東京築地ホテル館図」　大判錦絵3枚続　※明治元年
- 「横浜海岸外国館煉瓦造図」　大判錦絵3枚続　※明治5年
- 「東京海運橋兜街三井組為換座西洋形五階造」　大判錦絵3枚続　※明治6年